# Ентеліс Леонід Арнольдович
Леоні́д Арно́льдович Енте́ліс (нар. 13 (26) грудня 1903, Кам'янець-Подільський — пом. 2 травня 1978, Ленінград, нині Санкт-Петербург, Росія) — російський композитор, музикознавець, балетний і оперний критик, педагог. Член Спілки композиторів СРСР від 1933 року.

## Біографія
1926 року створив перший у Києві джаз-бенд, котрий узяв участь у спектаклі «Ленін», поставленому в Театрі читця Київського музично-драматичного інституту (музику до спектаклю написав Ентеліс).
1927 року закінчив науково-творче відділення Київського музично-драматичного інституту. У 1925—1927 роках — завідувач музичної частини театру Березіль, викладач Київського музично-драматичного інституту.
Український актор і режисер Роман Черкашин, який у 1925—1927 роках навчався в Музично-драматичному інституті імені Миколи Лисенка, писав у спогадах «Ми — березільці»: «Моєму розумінню музики сприяли заняття, які проводив з нами студент останнього курсу композиторського відділення Леонід Ентеліс, — іще зовсім молодий, вродливий синьоокий і тендітний. Він мав навчати нас музичної грамоти, але замість цього цікаво, у доступній нам формі розкрив історичну еволюцію ладо-тональної системи музичного мислення. Це допомогло зрозуміти відмінну від класичної мову музики XX сторіччя. Завдяки Леонідові Ентелісу, я із захопленням сприймав твори Ігоря Стравінського, Бели Бартока, Альбана Берга, Сергія Прокоф'єва, Дмитра Шостаковича».
Від 1927 року працював у Ленінградському технікумі сценічного мистецтва (від 1936 року — Центральне театральне училище, від 1939 року — Ленінградський театральний інститут, нині Санкт-Петербурзька державна академія театрального мистецтва). У 1939—1941, 1945—1952 роках — завідувач кафедри музичних дисциплін Ленінградського театрального інституту. Серед довоєнних учнів Ентеліса — Аркадій Райкін, який 1935 року закінчив технікум. На останньому курсі в спектаклі «Смішні манірниці» Мольєра Райкін, граючи Маскариля — одного зі слуг, які прикидаються вченими, перетворив свою роль на серію забавних пародій. Замість видуманих абстрактних учених, майбутній актор зробив легкі замальовки, шаржі на своїх професорів — серед них і Ентеліса. Це було зіграно настільки тонко, що ніхто з тих, кого Райкін пародіював, на нього не образився .
У 1941—1945 роках Ентеліс був на фронті, куди пішов добровольцем. У 1954—1963 роках — викладач музично-теоретичних дисциплін у ЛХУ.
З кінця 1920-х років виступав як композитор. Переклав російською книгу польського дослідника Людвіка Ерхардта «Балети Ігоря Стравінського» («Balety Igora Strawińskiego», Krakow, 1962; рукопис в особистому архіві доньки Наталії Леонідівни Ентеліс). Укладач довідкових видань.

## Основні публікації
- 75 балетных либретто. — Ленинград, 1960. — (співавтор — Марієтта Франгопуло).
- К спорам о джазе // Смена (Ленинград). — 1960. — 1 и 2 декабря.
- Разговор о лёгкой музыке. — Москва, 1965.
- Сто балетных либретто. — 2-е издание. — Ленинград: Музыка, 1971.
- Силуэты композиторов XX века. — Москва: Музыка, 1971. — 212 с.
- Заметки на нотных страницах. — Ленинград — Москва, 1974.
- Силуэты композиторов XX века. — 2-е издание. — Ленинград, 1975.
- Встречи с современной польской музыкой. — Ленинград: Музыка, 1978. — 144 с.

До книги «Силуети композиторів 20 століття» увійшли нариси, що базуються на лекціях, прочитаних в Університеті музичної культури Палацу мистецтв імені Костянтина Станіславського та в Центральному лекторії. Серед представлених композиторів Густав Малер, Ріхард Штраус, Пауль Хіндеміт, Ганс Ейслер, Карл Орф, Клод Дебюссі, Моріс Равель, Ян Сібеліус, Бела Барток, Джордже Енеску, Леош Яначек, Джордж Гершвін, Бенджамен Бріттен, Кароль Шимановський, Олександр Скрябін, Сергій Рахманінов, Ігор Стравінський, Сергій Прокоф'єв, Дмитро Шостакович.